# Iditarod

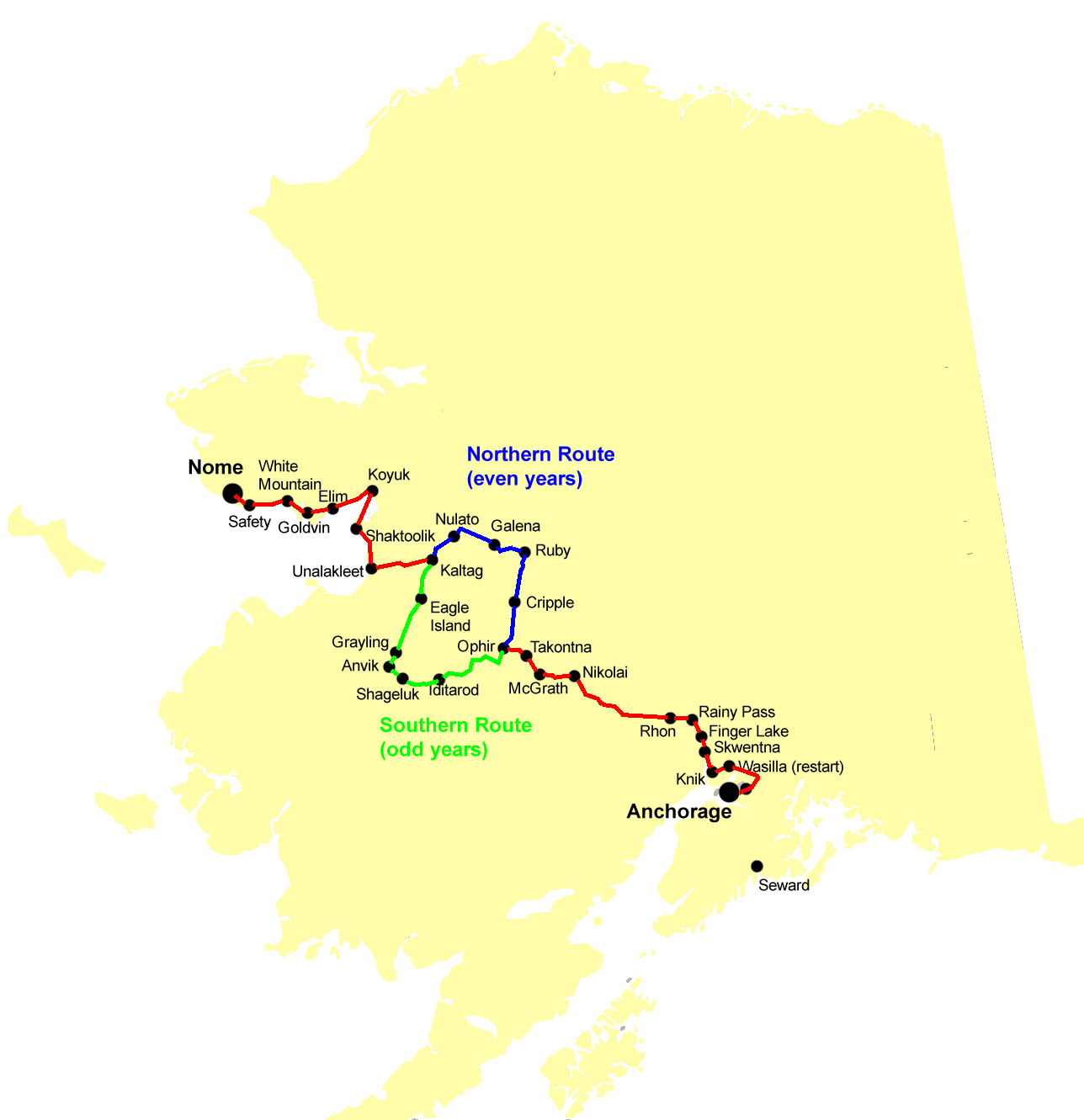
Die Routen des Iditarod von Anchorage nach Nome. Das Mittelstück wird im jährlichen Wechsel auf einer nördlichen und einer südlichen Strecke befahren:
in geraden Jahren
in ungeraden Jahren

Das Iditarod [ˈaɪditɐrɒd] ist das längste Hundeschlittenrennen der Welt, das seit 1973 jährlich im März im US-Bundesstaat Alaska ausgetragen wird. Es führt über mehr als 1850 km von Anchorage nach Nome und folgt dabei teilweise dem historischen Iditarod Trail.
Der zeremonielle Start in der Innenstadt von Anchorage findet immer am Samstag des ersten März-Wochenendes statt, dafür wird extra Schnee in die Innenstadt gebracht, um eine Piste zu präparieren. Die Teams starten hier mit Gespannen von 12 Hunden und legen nur eine Strecke von etwas über 30 Kilometern bis zur Ortschaft Eagle River mit dem Schlitten zurück (dieses Teilstück fließt auch nicht in die Zeitwertung des Rennens ein) und werden im Anschluss nach Willow gebracht, wo am Sonntag dann der offizielle Start des Rennens stattfindet. Hier starten die Musher mit Gespannen von bis zu 16 Hunden und müssen während der folgenden acht bis fünfzehn Tage praktisch auf sich allein gestellt mit ihren Hunden arktischen Temperaturen, Whiteouts und eisigen Winden trotzen, der Windchill kann −70 °C deutlich unterschreiten.
Der aktuelle Streckenrekord von 8 Tagen, 3 Stunden, 40 Minuten und 13 Sekunden stammt vom März 2017 und wurde von Mitch Seavey aufgestellt, der mit 57 Jahren auch der älteste Gewinner in der Iditarod-Historie ist und das Rennen 2017 bereits zum dritten Mal gewonnen hatte. Seavey profitierte bei seinem Rekord von einer geänderten Streckenführung, da aufgrund von Schneemangel der Start von Willow nach Fairbanks verlegt worden war, dadurch führten längere Passagen über den flacheren Klondike anstatt über die Gebirgszüge der üblichen Strecke. Von 2012 bis 2017 wurden alle 6 Rennen entweder von Mitch Seavey oder dessen Sohn Dallas gewonnen.
Von Tierschützern wird das Rennen aufgrund der hohen Belastung für die Hunde und zahlreicher Todesfälle kritisiert.

## Geschichte

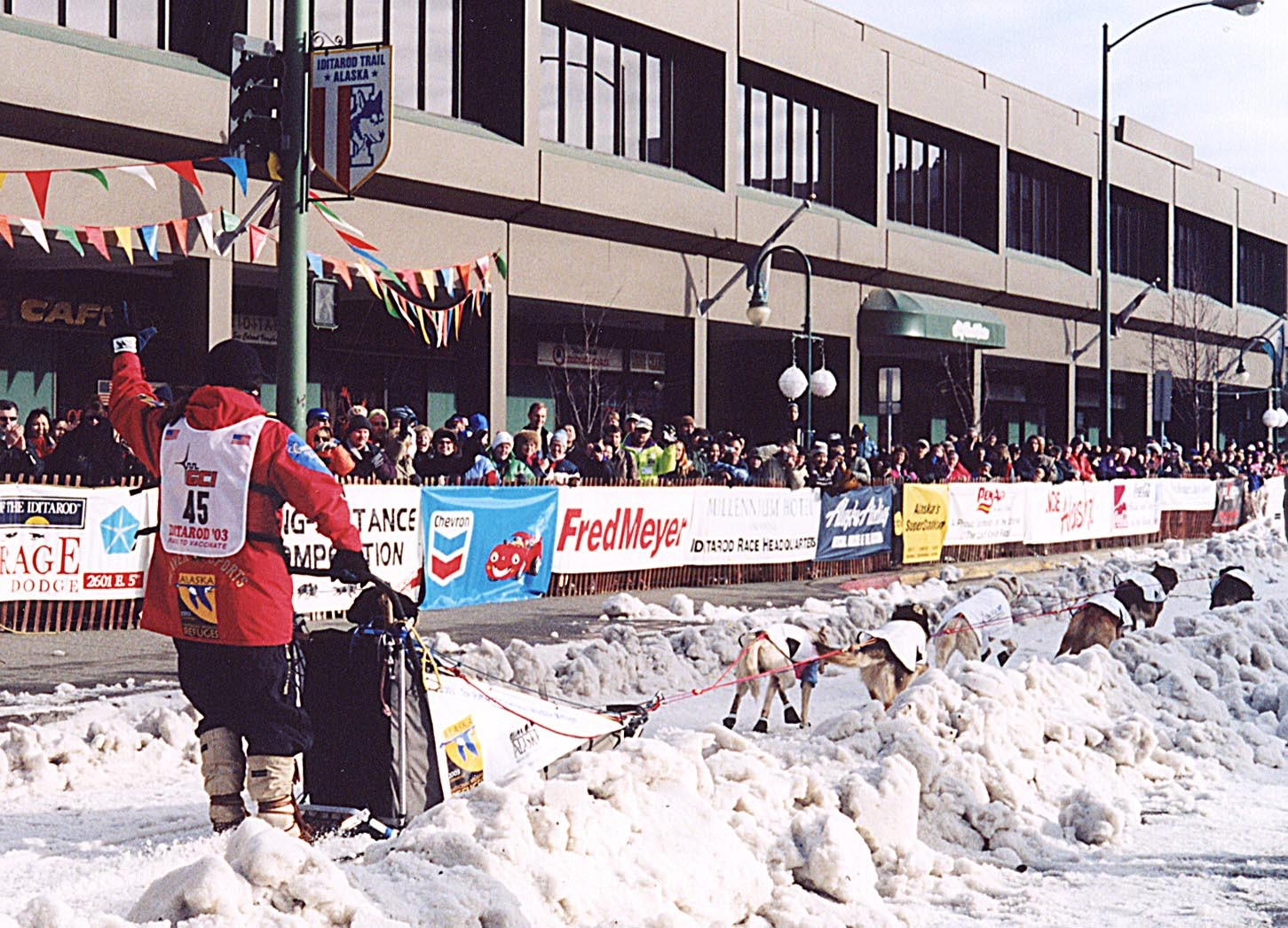
Start eines Gespanns in Anchorage

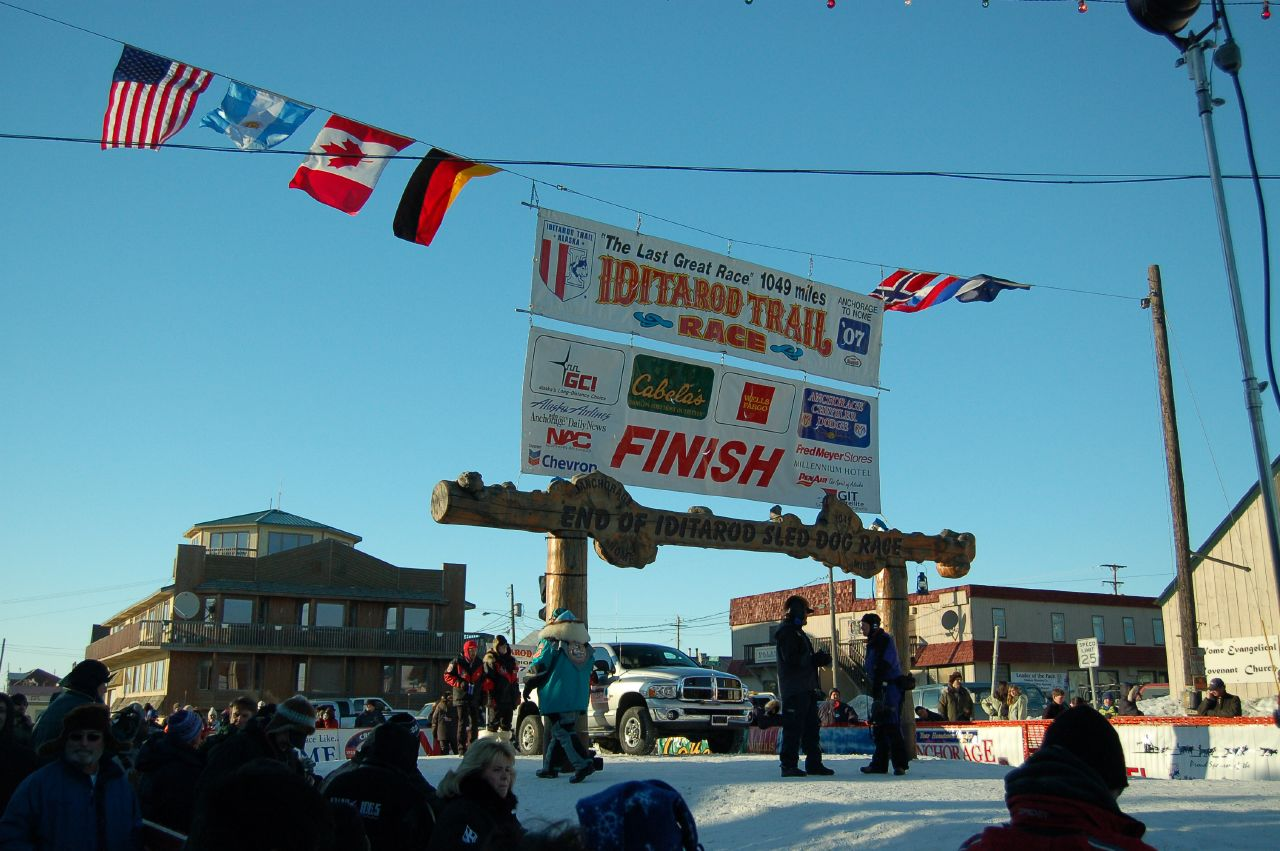
Ziel in Nome

Das heute rein sportliche Hundeschlittenrennen sollte in seiner ursprünglichen Ausrichtung ein ehrendes Gedenken an den historischen Iditarod Trail und die Männer und Hundeschlittengespanne, die ihn befuhren, sein.
Heute wird häufig eine Parallele zu der Hundeschlittenstaffel im Winter 1925 infolge einer Diphtherieepidemie in Nome gezogen. Damals wurde unter den dortigen Einwohnern, vorwiegend Goldsuchern, Diphtherie diagnostiziert, und es begann ein Wettlauf gegen die Zeit, um die benötigte Medizin von Anchorage nach Nome zu schaffen, zunächst von Anchorage auf der damals einzigen Bahnlinie Alaskas in das 680 Kilometer entfernte Städtchen Nenana, dann weitere 1090 Kilometer über einige der härtesten und gefährlichsten Trails Alaskas bis nach Nome. In einem Staffellauf transportierten insgesamt 20 Musher mit mehr als 100 Hunden das Serum in nur fünfeinhalb Tagen bis an das Beringmeer. Die normale Fahrzeit betrug damals drei Wochen. Der Norweger Gunnar Kaasen und sein Leithund Balto erreichten am 2. Februar 1925 um 5.30 Uhr morgens die Front Street in Nome. Die meisten Musher sehen in Leonhard Seppala und seinem Leithund Togo die wahren Helden des Laufes. Die beiden bewältigten den gefährlichsten Abschnitt der Strecke und transportierten das Serum zudem über eine weitere Entfernung als alle anderen Teams.
International bekannt wurde das Rennen vor allem durch den Autor Gary Paulsen, der 1983 und 1985 daran teilnahm und seine Erfahrungen damit 1994 in einem Buch verarbeitete. Dieses wiederum diente als Vorlage für den Disney-Spielfilm Snowdogs – Acht Helden auf vier Pfoten (Snow Dogs, 2001).
Beim Iditarod 2013 versuchte Martin Buser erstmals die neue Taktik, mit möglichst wenig Pausen auszukommen. Dazu nahm er die Pflichtpausen so früh wie möglich, um die Konkurrenten in deren Pausen zu überholen. Er scheiterte damit auf dem Yukon-Abschnitt, als er und seine Hunde über hunderte Kilometer als Erste die Spur bilden mussten. Zudem war das Wetter relativ warm, so dass offene Wasserlöcher im Fluss waren und seine Hunde nicht nur erschöpft wurden, sondern vom getrunkenen Schmelzwasser Durchfall entwickelten.
Der Wettbewerb leidet unter Effekten der Globalen Erwärmung. Mike Williams, gewählter Vertreter der Yupik aus Akiak sagte 2013 vor einem Ausschuss des Kongress aus, dass die Hitze bei den letzten Rennen so groß war, dass die Musher nur noch nachts fahren wollten, um ihre Hunde nicht zu überfordern. Außerdem müssten sie die Route von den Flüssen weg verlegen, weil das Eis nicht mehr zuverlässig wäre.

## Strecke
Das Rennen wird im Mittelteil im jährlichen Wechsel auf einer nördlichen und einer südlichen Strecke um das Innoko National Wildlife Refuge herumgeführt. In den geraden Jahren müssen die Teilnehmer die nördliche, in den ungeraden Jahren seit 1977 die südliche Route absolvieren. Abgesehen von der abwechselnden Umstellung der Routen ist die Streckenführung seit der ersten Durchführung im Jahr 1973 nur geringfügig geändert worden. Größere Änderungen waren die Einführung des Neustarts und der Wechsel vom Ptarmigan zum Rainy Pass.
In der Folge dieser Umstellungen variiert auch die effektive Länge der Strecke. Offiziell umfasst die tatsächliche Länge der nördlichen Strecke 1112 Meilen (1790 km) und der südlichen 1131 Meilen (1820 km). Oft wird die Länge jedoch in Anspielung darauf, dass Alaska der 49. Bundesstaat der Vereinigten Staaten ist, mit 1049 Meilen angegeben. Für den konkreten Verlauf des Rennens ist das jedoch nur von sekundärer Bedeutung, da den Mushern der Weg zwischen den einzelnen Kontrollpunkten freisteht.

### Checkpoints
An der Strecke nach Nome finden sich 26 (nördliche Route) beziehungsweise 27 (südliche Route) Kontrollpunkte (Checkpoints), an denen sich die Musher mit ihren Teams melden müssen und an denen sie den Proviant auffüllen und Rast einlegen können oder auch den Schlitten wechseln dürfen. Ansonsten ist die Routenwahl frei. Einmal muss jeder Teilnehmer eine Pause von 24 Stunden einlegen, zweimal eine von acht Stunden. Dies soll verhindern, dass die Hunde überfordert werden. Die Gesundheit der Tiere wird außerdem laufend von Tierärzten überprüft.

### Startzeremonie
Das Rennen beginnt jeweils am ersten Samstag im März auf der Fourth Avenue in der Stadtmitte von Anchorage. Um den Start zu ermöglichen, wird Schnee in die Straßen gekippt. Für die Teams, die hier in Zwei-Minuten-Abständen starten, ist dieser erste Abschnitt ein besonderer, denn auf den ersten 20 Meilen stehen viele Zuschauer, die die Teilnehmer anfeuern. Einige Musher befürchten jedoch, ihre Hunde könnten dadurch zu nervös werden. Da gemäß den Regeln des Rennens dieser Erste Abschnitt keinen Einfluss auf die Rangliste hat, nehmen es die Teilnehmer oft locker.

### Beginn der Zeitnahme
Das eigentliche Rennen beginnt in der Regel in Willow am Sonntag um 14:00 Uhr. Die Teilnehmer starten im Abstand von zwei Minuten, der Rückstand beim Start wird ihnen später bei einem der obligatorischen Zwischenhalte gutgeschrieben. Auf den ersten 100 Meilen besteht eine erhöhte Gefahr von Zwischenfällen mit Elchen, da diese auf der Futtersuche gerne ziemlich weit in den Süden vordringen. Ansonsten ist das Gelände flach und die Route gut markiert. Nach dem Finger Lake wird die Strecke gefährlicher. Der Rainy Pass gilt als schwierigster Checkpoint des Rennens.

### Ins Hinterland
Vom Rainy Pass geht es weiter hinauf, über die Baumgrenze und dann hinunter ins Innere von Alaska. In den Hochtälern herrscht beständig die Gefahr von Blizzards, die manchen Teilnehmern auch schon zum Verhängnis wurden. 1974 gab es mehrere Vorfälle von Erfrierungen, als die Temperatur bis auf −50 °F (−46 °C) fiel und zusätzlich der Wind mit 80 km/h blies. Der Wind verwischt auch die Spuren und die Markierungen, was es zusätzlich erschwert, auf dem Pfad zu bleiben. Nach dem Checkpoint von Rohn führt der Weg am Kuskokwim River entlang. Hier besteht die größte Gefahr in sogenannten Overflows, flüssiges Wasser, das fast unsichtbar über dem gefrorenen Fluss fließt.
Weiter führt die Route über Nikolai, ein athabaskisches Dorf, nach McGrath, dem größten Checkpoint auf diesem Teil der Strecke. Über Takotna führt der Weg nach Ophir, von wo aus auf die nördliche oder südliche Route eingeschwenkt wird. Zu diesem Zeitpunkt haben die Führenden bereits mehrere Tage Vorsprung auf die Letzten.

### Nördliche oder südliche Strecke
Nach Ophir fällt die Wahl der Strecke in geraden Jahren auf die nördliche Route und in den ungeraden auf die südliche. Die südliche Strecke wurde 1977 erstmals befahren, zum einen um durch den namensgebenden Ort Iditarod – heute eine Geisterstadt – zu kommen, als auch um diesen Orten die Möglichkeit zu geben, am Rennen mitwirken zu können. Für viele der Orte an der Strecke ist der Iditarod das größte Ereignis des Jahres, denn nach dem Ende des Goldrausches in Alaska sind sie bis auf einige Ureinwohner praktisch verlassen.
Die nördliche Strecke führt über Cripple nach Ruby am Yukon River. Auch hier sind die besten Zeiten längst vorbei. 2007 wohnten hier nur noch 169 Personen, zur Blütezeit am Beginn des 20. Jahrhunderts waren es fast 3000.
Die südliche Strecke kommt an der Geisterstadt Iditarod vorbei und führt dann über Shageluk, Anvik und Grayling nach Eagle Island.
Die Strecke führt hier über weite Strecken entlang dem Yukon und auch darauf. Wiederum machen den Mushern die eisigen Winde zu schaffen. Erschwerend kommt hinzu, dass sie jetzt bereits an Schlafmangel leiden und die Strecke sehr eintönig ist.
Die Strecken treffen sich schließlich in Kaltag wieder. Ab geht es durch die Kaltag Portage, einem Tal des Unalakleet River, zum Norton-Sund.

### Endspurt
War der letzte Abschnitt bei den früheren Austragungen des Iditarod nur selten entscheidend, denn das Rennen war hier meist bereits entschieden, ist er inzwischen zu einem Endspurt geworden. Die Strecke ist jetzt weitgehend flach und die Teams fahren streckenweise auf dem Packeis vor der Küste.
Die Strecke führt über Unalakleet, Shaktoolik, Koyuk, Elim und Golovin nach White Mountain. Dort müssen die Teams noch einmal eine Pause von mindestens acht Stunden einlegen, bevor sie sich zum Endspurt nach Nome aufmachen dürfen.

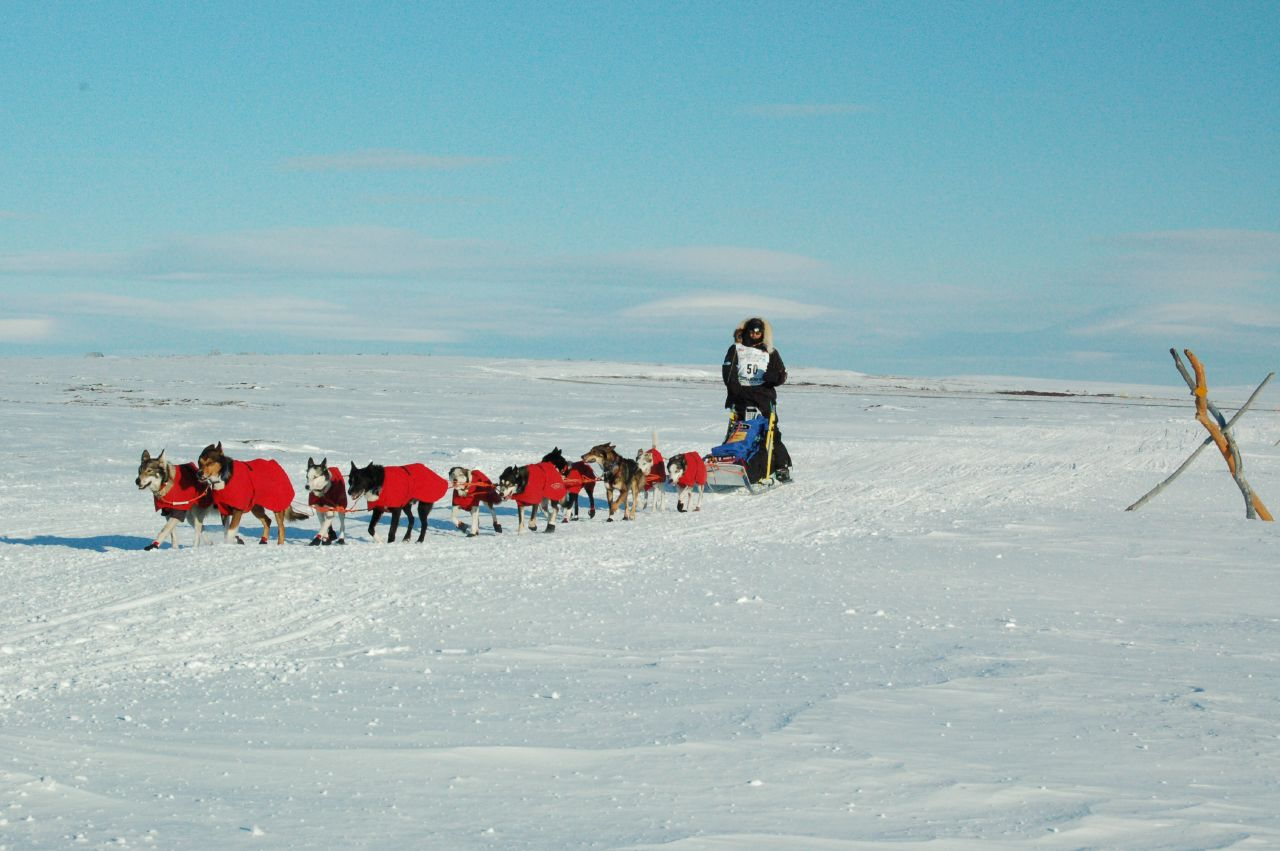
Robert Sørlie kurz vor Nome, 2007

Dieser letzte Abschnitt von White Mountain über Safety zum Ziel in Nome ist der eigentliche Endspurt des Rennens. Obwohl die Zeiten üblicherweise eher in Tagen und Stunden als in Minuten und Sekunden angegeben werden müssen, sind die schnellsten Teams seit den 1990er-Jahren oft nur wenige Minuten auseinander. Es kam schon vor, dass sich der Zweitplatzierte nur um eine Sekunde geschlagen geben musste.
Die Ziellinie des Rennens ist das Red „Fox“ Olson Trail Monument, das auch nur burled arch heißt, in Nome.

### Fairbanks-Route
2003 und 2015 entschieden die Verantwortlichen, dass das Rennen auf der sogenannten Fairbanks-Route stattfindet würde. Nach dem zeremoniellen Start in Anchorage beginnt das Rennen nicht wie üblich in Willow, sondern in Fairbanks. Dies, weil auf einigen der südlich gelegenen Abschnitte zu wenig Schnee liegt. Damit folgt die Strecke größtenteils dem verzweifelten Rennen zur Eindämmung der Diphtherieepidemie in Nome von 1925.

## Teilnehmer
Jedes Jahr nehmen etwas mehr als 50 Musher am Iditarod teil. Die meisten von ihnen wohnen und leben in Alaska, einige wenige kommen aus den südlichen Staaten, aus Kanada oder aus anderen Ländern. Viele beschäftigen sich auch beruflich mit Schlittenhunden, haben ihre eigene Zucht oder lehren das Fahren mit dem Hundeschlitten. Nur erfahrene Schlittenhundeführer dürfen teilnehmen. Als Mindestbedingung für die erstmalige Teilnahme wird die Teilnahme am Yukon Quest oder diejenige an zwei anderen Rennen mit zusammen mindestens 500 Meilen gefordert.
Die Startgebühr beträgt für Frühbucher $3000 (2023), dazu kommen alle Ausgaben für Anreise, Unterbringung und Ausrüstung.

## Hunde

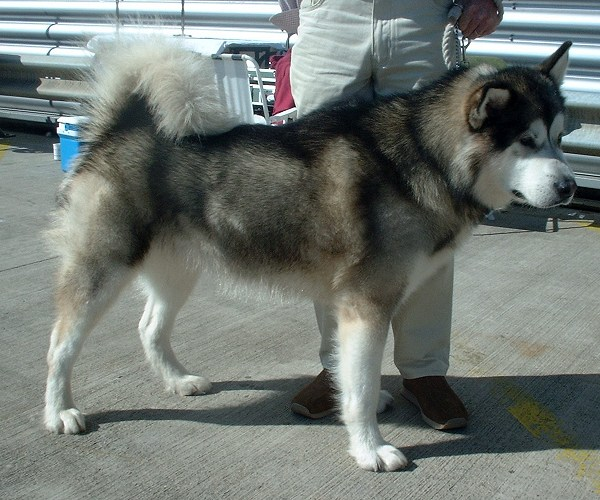
Der Alaskan Malamute ist die ursprüngliche Hunderasse in Alaska

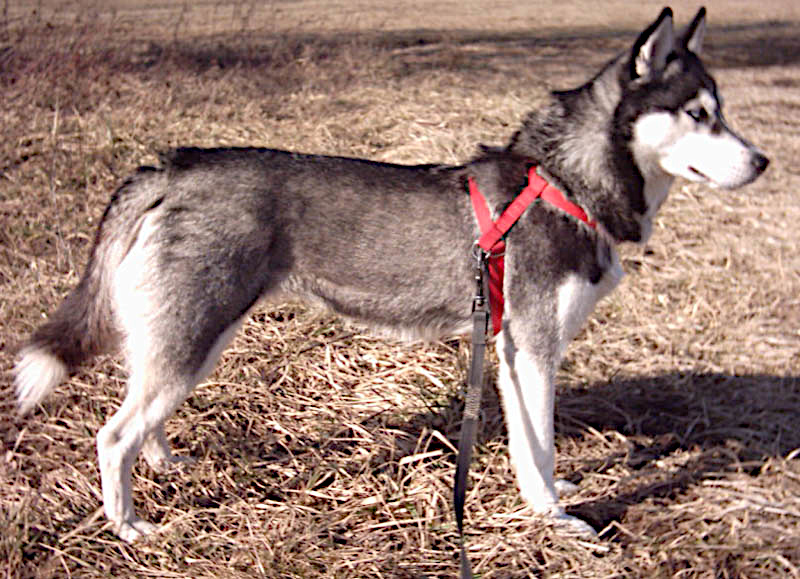
Siberian Huskys wurden aus Russland importiert

Als Schlittenhunde für ein Langstreckenrennen wie das Iditarod werden nebst den traditionellen Rassen Alaskan Malamute und Siberian Husky häufig Alaskan Huskys eingesetzt. Unter Letztere fallen alle Mischformen der Ersteren, die zusätzlich auch noch mit anderen Rassen gekreuzt werden, um bestimmte Merkmale zu verbessern. Die Schlittenhunde müssen die große Kälte unbeschadet und im Freien überstehen, was eine wesentliche Eigenschaft des Alaskan Malamute ist. Um die Geschwindigkeit und die Ausdauer zu steigern, werden Jagdhunde und Schäferhunde eingekreuzt. Auch Einkreuzungen von Wölfen kommen vor, solche Wolfhunde sind sehr ausdauernd und kräftig.

## Liste der Sieger

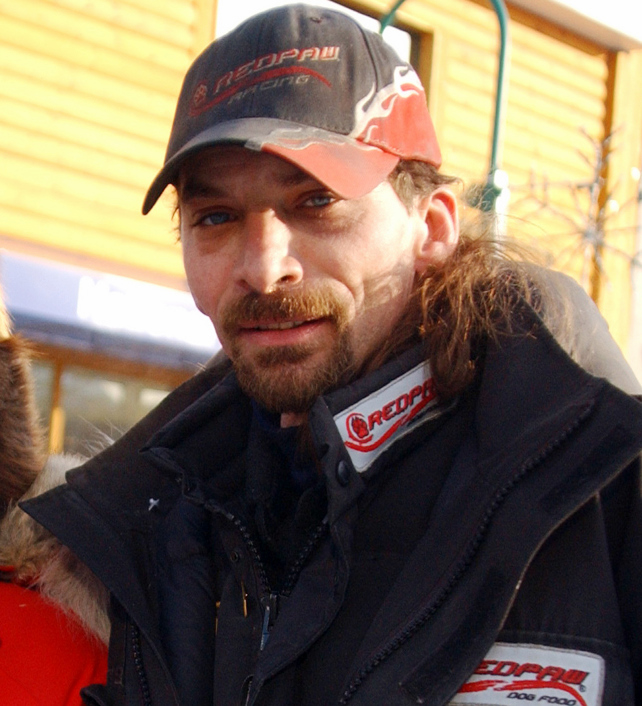
Lance Mackey war der Sieger 2007–10

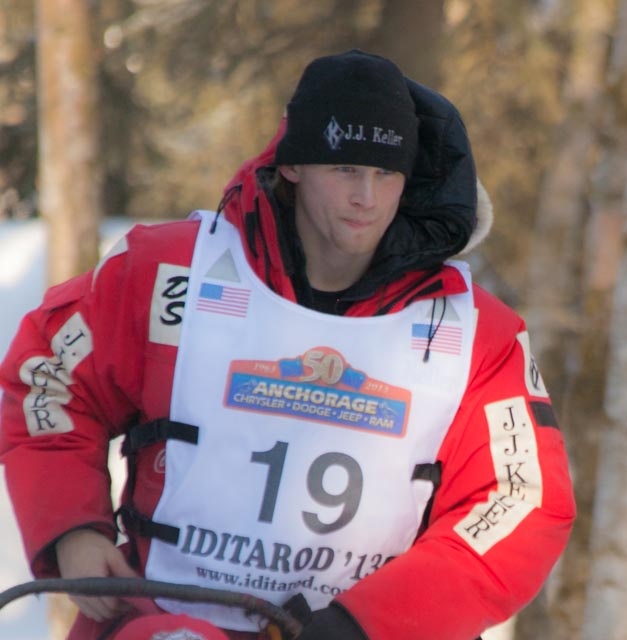
Dallas Seavey 2012 in Anchorage

| Jahr | Staat             | Musher              | Leithund(e)              | Zeit                              |
| ---- | ----------------- | ------------------- | ------------------------ | --------------------------------- |
| 1973 | Alaska            | Dick Wilmarth       | Hotfoot                  | 20 T. 00:49:41                    |
| 1974 | Alaska            | Carl Huntington     | Nugget                   | 20 T. 15:02:07                    |
| 1975 | Alaska            | Emmitt Peters       | Nugget & Digger          | 14 T. 14:43:45                    |
| 1976 | Alaska            | Gerald Riley        | Puppy & Sugar            | 18 T. 22:58:17                    |
| 1977 | USA-Minnesota     | Rick Swenson        | Andy & Old Buddy         | 16 T. 16:27:13                    |
| 1978 | Alaska            | Dick Mackey         | Skipper & Shrew          | 14 T. 18:52:24                    |
| 1979 | USA-Minnesota     | Rick Swenson        | Andy & Old Buddy         | 15 T. 10:37:47                    |
| 1980 | Alaska            | Joe May             | Wilbur & Cora Gray       | 14 T. 07:11:51                    |
| 1981 | USA-Minnesota     | Rick Swenson        | Andy & Slick             | 12 T. 08:45:02                    |
| 1982 | USA-Minnesota     | Rick Swenson        | Andy                     | 16 T. 04:40:10                    |
| 1983 | Alaska            | Rick Mackey         | Preacher & Jody          | 12 T. 14:10:44                    |
| 1984 | Alaska            | Dean Osmar          | Red & Bullet             | 12 T. 15:07:33                    |
| 1985 | USA-Wisconsin     | Libby Riddles       | Axle & Dugan             | 18 T. 00:20:17                    |
| 1986 | USA-Massachusetts | Susan Butcher       | Granite & Mattie         | 11 T. 15:06:00                    |
| 1987 | USA-Massachusetts | Susan Butcher       | Granite & Mattie         | 11 T. 02:05:13                    |
| 1988 | USA-Massachusetts | Susan Butcher       | Granite & Tolstoi        | 11 T. 11:41:40                    |
| 1989 | Alaska            | Joe Runyan          | Rambo & Ferlin the Husky | 11 T. 05:24:34                    |
| 1990 | USA-Massachusetts | Susan Butcher       | Sluggo & Lightning       | 11 T. 01:53:23                    |
| 1991 | USA-Minnesota     | Rick Swenson        | Goose                    | 12 T. 16:34:39                    |
| 1992 | Schweiz           | Martin Buser        | Tyrone & D2              | 10 T. 19:17:15                    |
| 1993 | USA-Kalifornien   | Jeff King           | Herbie & Kitty           | 10 T. 15:38:15                    |
| 1994 | Schweiz           | Martin Buser        | D2 & Dave                | 10 T. 13:05:39                    |
| 1995 | USA-Montana       | Doug Swingley       | Vic & Elmer              | 10 T. 13:02:39                    |
| 1996 | USA-Kalifornien   | Jeff King           | Jake & Booster           | 9 T. 05:43:13                     |
| 1997 | Schweiz           | Martin Buser        | Blondie & Fearless       | 9 T. 08:30:45                     |
| 1998 | USA-Kalifornien   | Jeff King           | Red & Jenna              | 9 T. 05:52:26                     |
| 1999 | USA-Montana       | Doug Swingley       | Stormy, Cola & Elmer     | 9 T. 14:31:07                     |
| 2000 | USA-Kalifornien   | Doug Swingley       | Stormy & Cola            | 9 T. 00:58:06                     |
| 2001 | USA-Montana       | Doug Swingley       | Stormy & Peppy           | 9 T. 19:55:50                     |
| 2002 | Schweiz           | Martin Buser        | Bronson                  | 8 T. 22:46:02                     |
| 2003 | Norwegen          | Robert Sørlie       | Tipp                     | 9 T. 15:47:36                     |
| 2004 | Alaska            | Mitch Seavey        | Tread                    | 9 T. 12:20:22                     |
| 2005 | Norwegen          | Robert Sørlie       | Sox & Blue               | 9 T. 18:39:30                     |
| 2006 | USA-Kalifornien   | Jeff King           | Salem & Bronte           | 9 T. 11:11:36                     |
| 2007 | Alaska            | Lance Mackey        | Larry & Lippy            | 9 T. 05:08:41                     |
| 2008 | Alaska            | Lance Mackey        | Larry & Hobo             | 9 T. 11:46:48                     |
| 2009 | Alaska            | Lance Mackey        | Larry & Maple            | 9 T. 21:38:46                     |
| 2010 | Alaska            | Lance Mackey        | Maple                    | 8 T. 23:59:09                     |
| 2011 | Alaska            | John Baker          | Velvet & Snickers        | 8 T. 18:46:39                     |
| 2012 | Alaska            | Dallas Seavey       | Guinness & Diesel        | 9 T. 04:29:26                     |
| 2013 | Alaska            | Mitch Seavey        | Tanner & Taurus          | 9 T. 07:39:56                     |
| 2014 | Alaska            | Dallas Seavey       | Beetle & Reef            | 8 T. 13:04:19                     |
| 2015 | Alaska            | Dallas Seavey       | Reece & Hero             | 8 T. 18:13:06                     |
| 2016 | Alaska            | Dallas Seavey       | Reece & Hero             | 8 T. 11:20:16                     |
| 2017 | Alaska            | Mitch Seavey        | Pilot & Crisp            | 8 T. 03:40:13                     |
| 2018 | Norwegen          | Joar Leifseth Ulsom | Russeren & Olive         | 9 T. 12:00:00                     |
| 2019 | Alaska            | Pete Kaiser         | Marrow & Lucy            | 9 T. 12:39:06                     |
| 2020 | Norwegen          | Thomas Waerner      | ?                        | 9 T. 10:37:47                     |
| 2021 | Alaska            | Dallas Seavey       | ?                        | 7 T. 14:08:57 (alternative Route) |
| 2022 | Alaska            | Brent Sass          | ?                        | 8 T. 14:38:43                     |
| 2023 | Alaska            | Ryan Redington      | ?                        | 8 T. 21:12:58                     |
| 2024 | Alaska            | Dallas Seavey       | ?                        | 9 T. 2:16:08                      |

## Kritik
Das Rennen steht wegen Tierschutz-Bedenken in der Kritik. Kritisiert wird insbesondere die hohe Belastung für die Hunde. Laut der Tierrechts-Organisation PETA sind seit 1973 über 150 Hunde bei den Rennen gestorben. In Folge der Kritik zogen sich zahlreiche Sponsoren von der Veranstaltung zurück.